# Denis McDonough
Denis Richard McDonough (Stillwater (Minnesota), 2 december 1969) is een Amerikaans ambtenaar en politicus van de Democratische Partij. Sinds 9 februari 2021 is hij minister van Veteranenzaken in het kabinet-Biden. Eerder was hij stafchef van de Nationale Veiligheidsraad in 2009 en 2010, onder-nationaal veiligheidsadviseur van 2010 tot 2013 en stafchef van het Witte Huis van 2013 tot 2017.
John Steelman · Sherman Adams · Wilton Persons · Kenneth O'Donnell · Marvin Watson · Jim Jones · Bob Haldeman · Alexander Haig · Donald Rumsfeld · Dick Cheney · Hamilton Jordan · Jack Watson · James Baker · Donald Regan · Howard Baker · Kenneth Duberstein · John Sununu I · Samuel Skinner · James Baker · Mack McLarty · Leon Panetta · Erskine Bowles · John Podesta · Andrew Card · Joshua Bolten · Rahm Emanuel · Pete Rouse · Bill Daley · Jack Lew · Denis McDonough · Reince Priebus · John Francis Kelly · Mick Mulvaney · Mark Meadows · Ron Klain · Jeff Zients